# Stadt Hülchrath

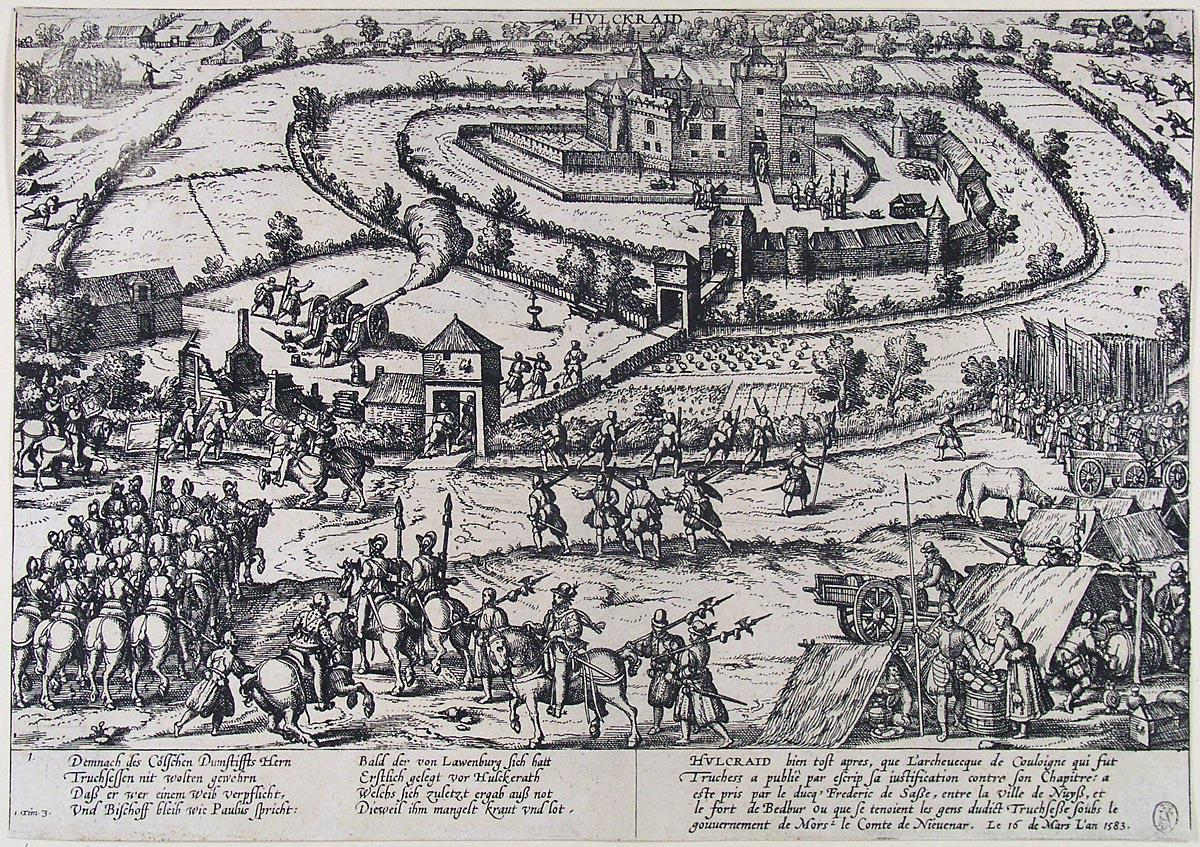
Die Zerstörung von Hülchrath (Frans Hogenberg, 1583)

Stadt Hülchrath ist ein Ortsteil der Stadt Grevenbroich im Rhein-Kreis Neuss in Nordrhein-Westfalen und zählt etwas über 700 Einwohner.

## Lage
Der Ortsteil Stadt Hülchrath grenzt im Osten an den Strategischen Bahndamm und an die Ortschaft Neukirchen. In südwestlicher Richtung von Hülchrath liegt nicht weit entfernt Langwaden mit dem gleichnamigen Kloster. Nordwestlich von Hülchrath befinden sich die Ortschaft Mühlrath, die Neubrücker Mühle und der Ort Neubrück. Nördlich von Hülchrath befindet sich der Ort Münchrath und ein wenig weiter die Erft.
Direkt östlich an Hülchrath schließt sich der kleine Weiler Jägerhof an. Er befindet sich an der Kreuzung der Landesstraße 142 und der Kreisstraße 33.

## Geschichte

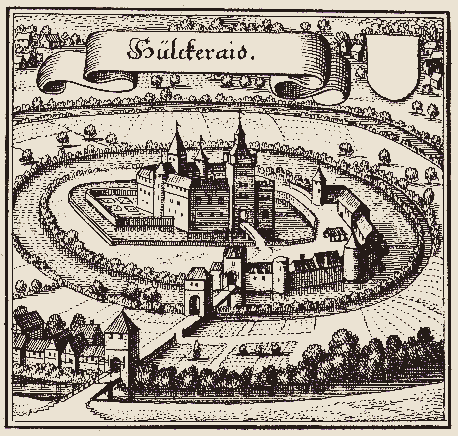
Hülchrath auf einem Stich von Matthäus Merian mit der Schlossansicht und der ehemaligen Stadt Hülchrath vor der Zerstörung im Truchsessischen Krieg (1583)

### Mittelalter
Hülchrath war einst das Zentrum des Gebietes an Erft und Gillbach. Bereits im Jahre 900 bestand es als eine befestigte Flachsiedlung zum Schutz gegen einfallende Wikinger. Im 10. Jahrhundert verlegten die Gaugrafen des fränkischen Kölngaus ihren Sitz von Köln nach Hülchrath. Seit dem Jahre 1206 war der Ort Hülchrath als Hilkerode urkundlich belegt. Der Name leitet sich vom germanischen Vornamen Hildeger ab. Große Bedeutung hatte das Schloss Hülchrath als Verwaltungssitz eines großen Amtsbezirks, im Nievenheimer Gau.
Im 12. Jahrhundert waren die Grafen von Saffenburg im Besitz der Grafschaft Hülchrath mit dem Ort Hülchrath. Grafschaft und Ort waren kölnisches Lehen (Wohl in Verbindung mit der Vogtei über das Domstift). Ende des 12. Jahrhunderts gelangten Ort und Grafschaft an die Grafen von Sayn. Als diese im Mannesstamm ausstarben, erbten die Grafen von Sponheim Hülchrath. Heinrich, ein Sohn von Gottfried von Sponheim, erhielt Ort und Grafschaft Hülchrath bei einer Teilung des väterlichen Besitzes und wurde durch seine Heirat Herr von Heinsberg. Seine Tochter Alheidis heiratete Dietrich von Kleve und brachte auf diese Weise Hülchrath mit Schloss Tomburg in den Besitz der Grafen von Kleve.
Bei der Erbteilung erhielt der jüngere Sohn des Grafen Dietrich V./VII., Dietrich Luf II., die Gebiete seiner Mutter und damit auch Hülchrath. Luf II. geriet in der Schlacht von Worringen auf Seiten des Kölner Erzbischofs in Gefangenschaft. Nur durch Zahlung eines hohen Lösegeldes konnte Luf II. sich freikaufen. Durch die hierdurch verursachte Geldnot verkaufte sein Sohn Luf III. am 26. April 1322 zum Unwillen des amtierenden Grafen von Kleve für 15.000 Mark die Grafschaft Hülchrath an den Kölner Erzbischof Heinrich II. Da vom Verkaufspreis zuerst nur 9.030 Mark angezahlt wurden, stellte Kurköln für die Restsumme als Pfänder: Burg und Stadt Aspel, Rees, Xanten und Kempen mit den zugehörigen Gebieten. Am 16. November 1331 wurde von dem Klevern quittiert, dass inzwischen die fehlende Restsumme ausgezahlt worden war. Ab diesem Zeitpunkt war die Grafschaft Hülchrath als Amt Hülchrath im Besitz von Kurköln.
Nach dem Ankauf der Grafschaft durch Kurköln und der Erhebung der Ansiedlung zur Stadt, erfolgte im Jahre 1323 der Ausbau von Burg und Ansiedlung Hülchrath. Die Kragsteine, die den Erker des Turmes tragen, tragen hebräische Schriftzeichen. Es handelt sich dabei um jüdische Grabsteine aus Köln. Nach der Vertreibung der Juden nach der Pest wurden sie Mitte des 14. Jahrhunderts hierhin gebracht und dienten als Baumaterial. Im Jahre 1348 wurde die St.-Sebastianus-Schützenbruderschaft gegründet. Das Herzogtum Jülich versuchte im Jahre 1499 vergeblich, die Stadt Hülchrath zu belagern.

### Neuzeit

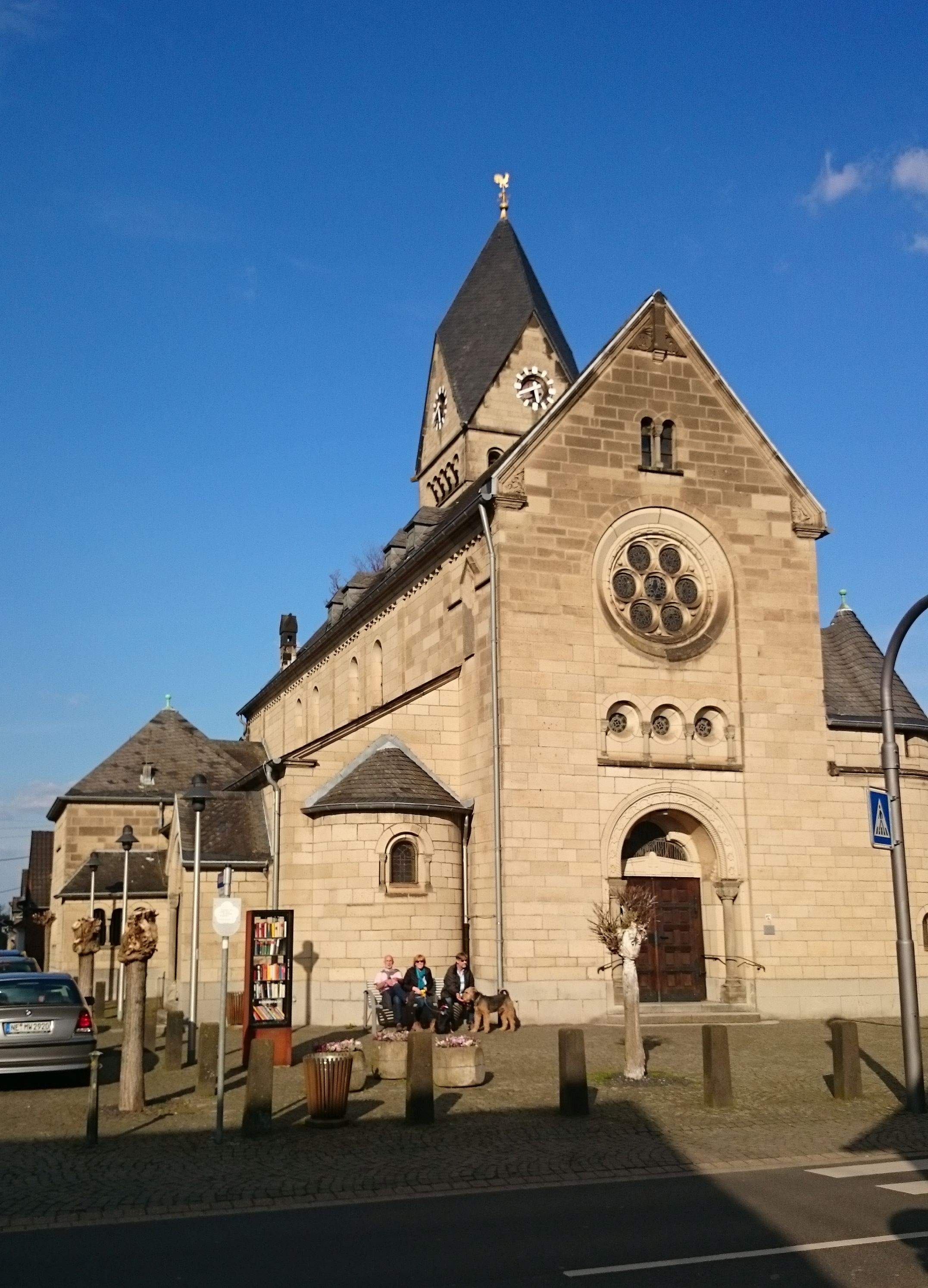
Pfarrkirche St. Sebastianus, 19. Jahrhundert

Im Jahre 1583 wurde der Ort während des Truchsessischen Krieges zerstört. 1608 wurde der jetzige Ort östlich der Burg als Flecken und mit besonderen Privilegien ausgestattet neugegründet. Zwischen 1590 und 1630 kam es zu zahlreichen Hexenprozessen auf Schloss Hülchrath. Während des Dreißigjährigen Krieges wurden im Hessenkrieg 1642 Ort und Burg Hülchrath belagert und wieder einmal zerstört. 1794 besetzten französische Truppen Hülchrath. Die Besetzung endete 1797 mit dem Frieden von Campo Formio. Bei der 1798 im Auftrag der französischen Regierung durchgeführten Gebiets-, Verwaltungs- und Gerichtsreform wurden die alten Territorien und Herrschaften aufgehoben und neue Verwaltungsbezirke als Départements, Kantone und Kommunen geschaffen. Hülchrath gehörte zum Kanton Elsen im Département de la Roer. Durch die napoleonische Verwaltungsreform von 1800 und der Einführung der Präfektur bestand die Verwaltung aus Départements, Arrondissements und Mairien. Es entstand die Mairie Hülchrath im Arrondissement de Cologne, Département de la Roer. Die Kantone blieben Gerichtsbezirk und Sitz eines Friedensgerichtes. In den 1801 im Frieden von Lunéville Frankreich zugesprochenen vier linksrheinischen Départements wurde 1802 die Säkularisation durchgeführt. Grundlage war das zwischen Napoléon Bonaparte und Papst Pius VII. geschlossene Konkordat. Der verstaatlichte kirchliche Besitz wurde in den folgenden Jahren verkauft. 1803 wurde die Burg Hülchrath an den letzten kurkölnischen Amtmann verkauft.
1815 kam Hülchrath an das Königreich Preußen und aus der französischen Mairie wurde die preußische Bürgermeisterei Hülchrath, die 1816 zum neuen Kreis Grevenbroich kam. Sie bestand aus den beiden Gemeinden Hoisten mit den Ortschaften Helpenstein, Hoisten, Speck II und Weckhoven sowie Neukirchen mit den Ortschaften Gubisrath, Hülchrath, Mühlrath, Münchrath, Neukirchen, Neukircherheide, Speck I und Wehl.
Ab 1928 hieß die Bürgermeisterei Hülchrath Amt Hülchrath.
Die Gemeinde Hoisten wurde 1929 durch das Gesetz über die kommunale Neugliederung des rheinisch-westfälischen Industriegebiets aufgelöst. Gleichzeitig kam das Amt Hülchrath, das nun nur noch aus der Gemeinde Neukirchen bestand, zum neuen Landkreis Grevenbroich-Neuß. Die am 1. November 1934 in Kraft getretene preußische Amtsordnung vom 8. Oktober 1934 hob alle Ämter, die nur aus einer Gemeinde bestanden, auf, darunter auch das Amt Hülchrath. Die Gemeinde Neukirchen war seitdem amtsfrei.
Von 1937 bis 1945 nutzten die Nationalsozialisten die Burg Hülchrath. Von hier aus wurde das Werwolf-Attentat auf den Aachener Oberbürgermeister Franz Oppenhoff gestartet. Am 31. Dezember 1974 wurde die Gemeinde Neukirchen aufgelöst, und am 1. Januar 1975 erfolgte die Eingemeindung Hülchraths in die Stadt Grevenbroich.

### Religion

#### Katholische Kirche
Erst 1904 wurde eine eigene katholische Pfarrgemeinde Hülchrath gegründet, deren Gebiet zuvor nach Neukirchen eingepfarrt war. Im Jahre 1911 wurde die katholische St.-Sebastianus-Kirche fertiggestellt.

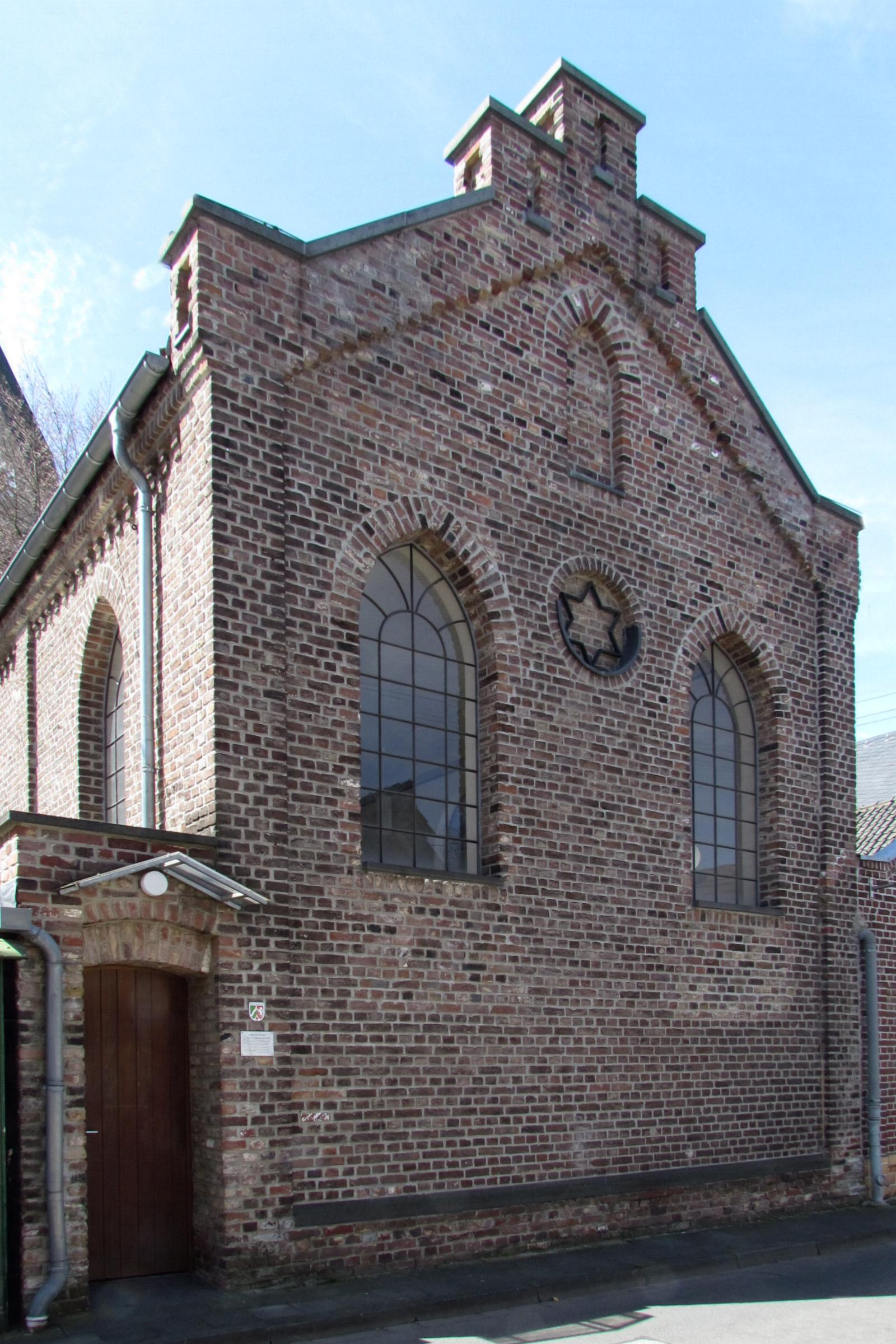
Synagoge

#### Judentum
- Wohnhäuser (Hauptstraße) ehemaliger jüdischer Bewohner mit Zeichnungen der Eigentümer an der Außenwand
- Alter Friedhof (außerhalb des Walls, Belegungszeit: ca. 1850–1938, Grabsteine: keine)
- Neuer Friedhof (Ortsrand – Hülchrather Feld, Belegungszeit: 1900–1938, Grabsteine: 15)[13]
- Synagoge Hülchrath: 1876 bis 1933, Verkauf 1938, ab 1985 restauriert, heute eine Mahn- und Gedenkstätte[14]

### Bevölkerungsentwicklung
| Jahr        | 2005 | 2006 | 2010 | 2012 | 2013 | 2014 | 2015 | 2016 | 2017 | 2018 | 2019 | 2020 | 2021 | 2022 |
| ----------- | ---- | ---- | ---- | ---- | ---- | ---- | ---- | ---- | ---- | ---- | ---- | ---- | ---- | ---- |
| Bevölkerung | 716  | 717  | 718  | 711  | 716  | 727  | 741  | 711  | 710  | 724  | 715  | 724  | 730  | 751  |

## Politik

### Bürgermeister
(Jahresangaben beziehen sich auf vorliegende urkundliche Nennungen)
- Godfrid Dubelman Maire von Hulchrath, „dreyundzwanzigsten Tag des Monats ventose neunten Jahr der frankischen Republik“ (= 14. März 1801)
- Henry Josef Wilms: Maire de Hulchrath, 1808/09
- Wilhelm Engels: Bürgermeister von Hülchrath 1831.
- August Ferdinand Wilms: Bürgermeister von Hülchrath, 1834/36/40/42/44/45/46/1854
- Samuel Friedrich Biegon von Czudnochowski (1789–1864), Bürgermeister von Hülchrath
- Ferdinand von Pröpper, ca. 1867, 1872/78

## Wirtschaft und Infrastruktur
Im Jahre 2000 besaß Hülchrath drei landwirtschaftliche Betriebe bzw. Reiterhöfe. Sie hatten drei Mitarbeiter. Im Handel und Dienstleistungsbereich waren 28 Personen tätig. Im Handwerk und Gewerbe 24 Menschen.

### Einrichtungen
- Freiwillige Feuerwehr, Löschzug Hülchrath-Münchrath
- Katholische Frauengemeinschaft, 80 Mitglieder
- Kindergarten
- Fremdenverkehrsort mit 14 Betten
- Sankt Sebastianus Bruderschaft Hülchrath 1348 e.V.

## Kultur und Freizeit

### Bauten
- Schloss Hülchrath
- Ehemalige Synagoge
- In der katholischen Kirche befindet sich eine Kopie der kunstgeschichtlich sehr bedeutsamen Madonnenfigur aus Hülchrath (um 1100). Das Original steht im Clemens-Sels-Museum in Neuss.

### Denkmalschutz
Seit 1988 ist der bislang einzige Denkmalbereich der Stadt für das historische Gebiet von Schloss und Stadt Hülchrath rechtskräftig. Das Denkmalschutzgesetz des Landes Nordrhein-Westfalen ermöglicht neben der Eintragung von Einzeldenkmälern auch die Unterschutzstellung von Denkmalbereichen.

### Wettbewerb – Unser Dorf hat Zukunft
Im Rahmen des landesweit ausgetragenen Wettbewerbs Unser Dorf hat Zukunft hat Hülchrath bereits einige Preise erhalten:
- Kreiswettbewerb 1992 3. Platz
- Kreiswettbewerb 1994 3. Platz
- Kreiswettbewerb 1996 2. Platz
- Kreiswettbewerb 1999 1. Platz
- Kreiswettbewerb 2002 Kreissieger
- Landeswettbewerb 2003 Bronze und Sonderpreis NRW
- Kreiswettbewerb 2005 Kreissieger
- Landeswettbewerb 2006 Silber
- Kreiswettbewerb 2008 Kreissieger
- Landeswettbewerb 2009 Bronze
- Kreiswettbewerb 2011 Kreissieger
- Landeswettbewerb 2012 Silber
- Kreiswettbewerb 2014 Kreissieger
- Landeswettbewerb 2015 Bronze

### Sport
Hülchrath besitzt einen Sportplatz und mit dem SG Neukirchen-Hülchrath auch einen Sportverein.

### Mundart
Der Volksmund bezeichnete eine kleine Häusergruppe zwischen der umwehrten Stadt Hülchrath und dem „Sprötzehüsje“ an der heutigen Herzogstraße mit „Vorstadt“. Die Wassergräben, die zu Befestigungszwecken um Städte, Burgen und Höfe gezogen wurden, heißen Weiher. So umschließt in Hülchrath der Schlossweiher die mittelalterliche Burg und der Fleckenweiher umfing die Stadt.

## Persönlichkeiten
- Samuel Friedrich Biegon von Czudnochowski (1789–1864), Bürgermeister von Hülchrath
- Hermann Josef Stübben (1845–1936), Architekt und Stadtplaner
- Reinhard von Westrem zum Gutacker (1879–1956), preußischer Generalleutnant und Polizeipräsident in Frankfurt am Main
- Eduard Johann Nikolaus Istas, Maler